# Mausoleum (Kopice)

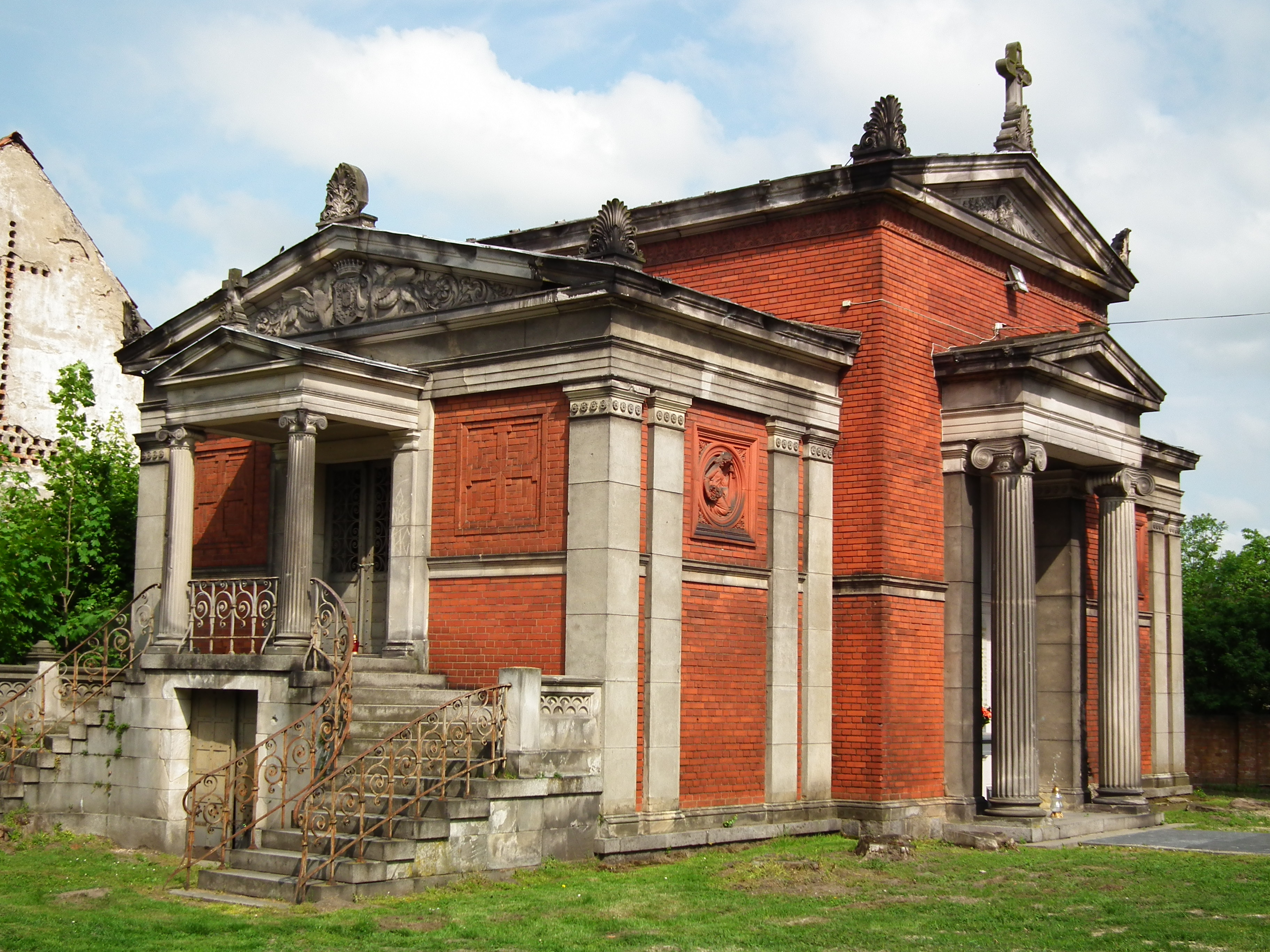
Das Mausoleum

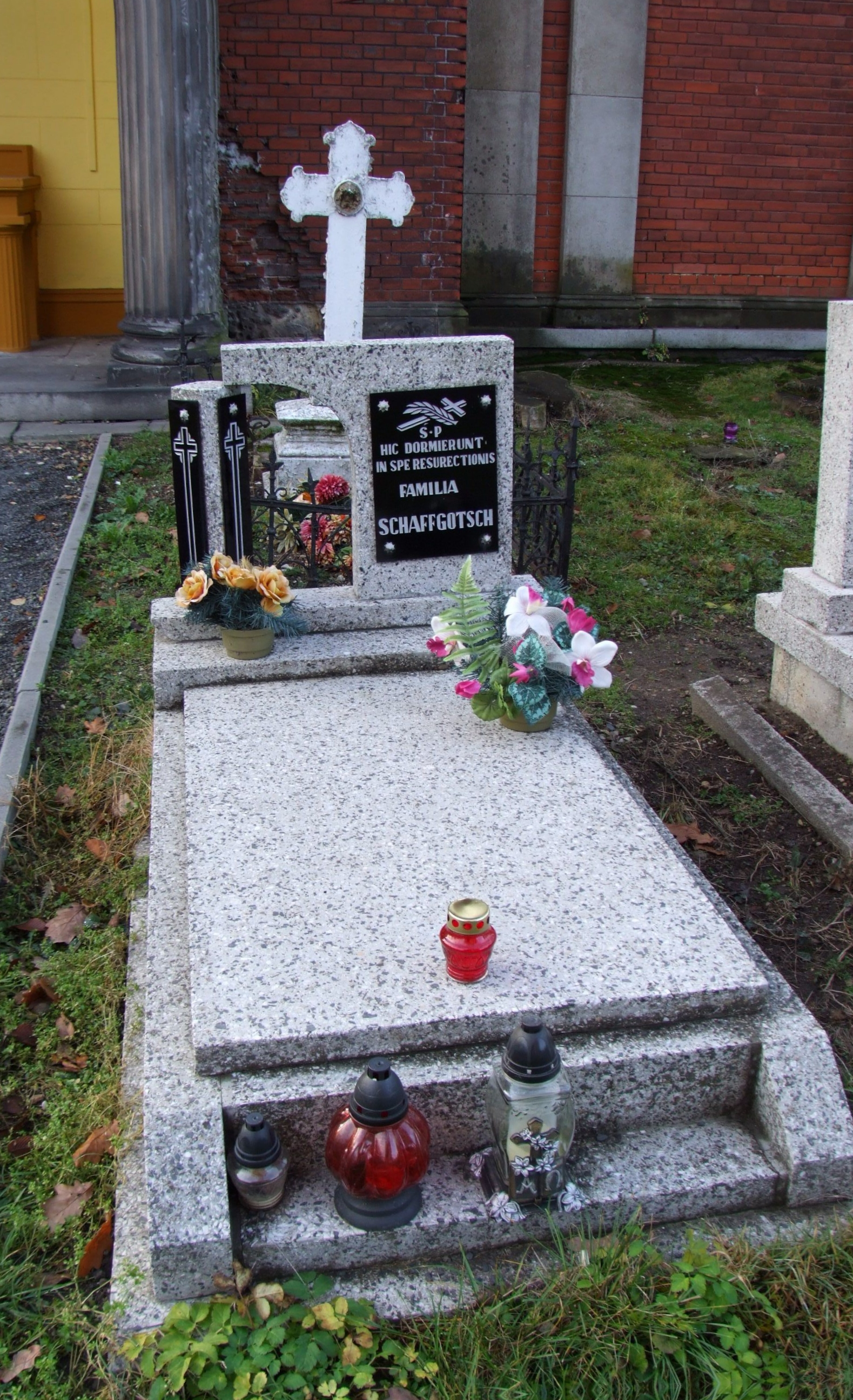
Das Grab mit ehemaligen Grabstein

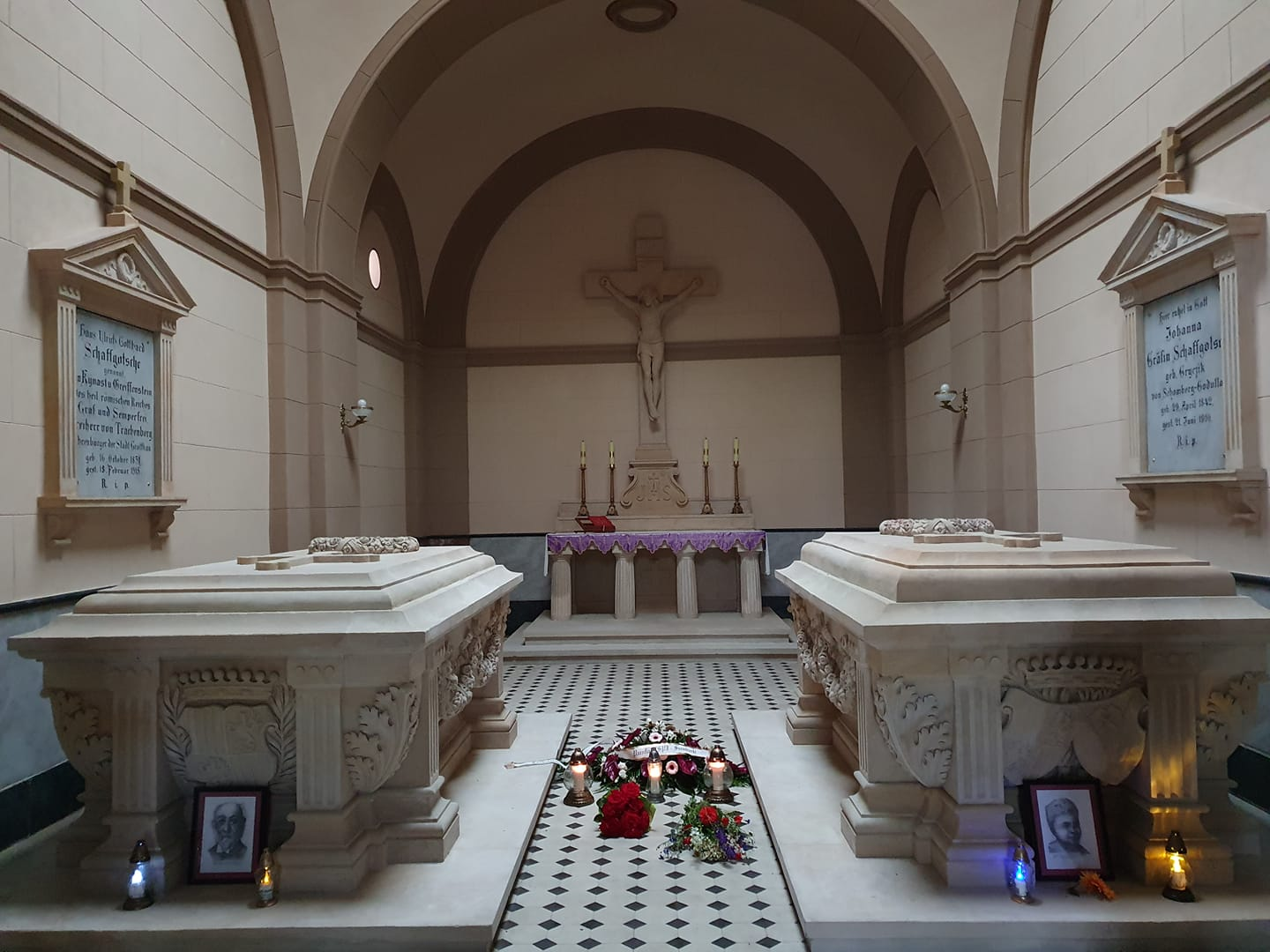
Renoviertes Grabmal der Familie Schaffgotsch aus Koppitz.

Das Mausoleum auf dem Friedhof in Kopice (Koppitz) ist die Ruhestätte der Familie von Schaffgotsch (Zweig in Koppitz), die auf Schloss Koppitz ihren Familiensitz hatte. Es wurde in der zweiten Hälfte des 19. Jahrhunderts im klassizistischen Stil erbaut und befindet sich direkt neben der Kreuzkirche.

## Geschichte und Beschreibung
Das Mausoleum wurde nach den Plänen des deutschen Architekten Carl Johann Lüdecke in Form eines griechischen Tempels erbaut. Die Fassade des Mausoleums besteht aus roten Ziegelsteinen und hellem Stein. Das Bauwerk hat eine Freitreppe, mehrere Pilaster und mehrere Portiken mit Säulen. Im Inneren befinden sich Sarkophage aus Sandstein. Zu den im Mausoleum Bestatteten zählten die Montanindustriellen Hans-Ulrich von Schaffgotsch und Johanna von Schaffgotsch.
Nach dem Übergang Schlesiens 1945 an Polen nach dem Zweiten Weltkrieg wurden die sterblichen Überreste der Verstorbenen durch Plünderer geschändet. Später wurden sie in einem Grab neben dem Mausoleum beigesetzt. Der Grabstein wurde mittlerweile entfernt. Im Oktober 2019 wurden die Überreste in das Mausoleum umgebettet.
2017 wurde das Projekt zur Rettung des Mausoleums der Familie von Schaffgotsch initiiert. Kurz darauf begann die Renovierung des Bauwerks.